# وراء الأبواب (مسلسل)
وراء الأبواب هو مسلسل عراقي عرض في عام 2002 .

## الممثلون
- عبير فريد
- مهدي الحسيني